# 古列尔莫·焦万尼尼
古列尔莫·焦万尼尼（義大利語：Guglielmo Giovannini，1925年12月17日—1990年7月17日），意大利前男子足球运动员，场上位置是后卫。他曾代表意大利国奥队参加1948年夏季奥林匹克运动会足球比赛。